# Ján Pampúch
Ján Pampúch (* 25. února 1942) byl slovenský a československý politik za Stranu slobody a poslanec Sněmovny národů Federálního shromáždění za normalizace.

## Biografie
K roku 1986 se profesně uvádí jako tajemník Krajského výboru Strany slobody. Na 1. sjezdu Strany slobody v únoru 1988 byl zvolen jejím ústředním tajemníkem.
Ve volbách roku 1986 zasedl do slovenské části Sněmovny národů (volební obvod č. 123 - Veľký Krtíš, Středoslovenský kraj). Ve Federálním shromáždění setrval do ledna 1990, kdy jeho poslanecký mandát zanikl v rámci procesu kooptací do Federálního shromáždění po sametové revoluci.
Ve Straně slobody se angažoval i krátce po sametové revoluci.